# Gene MacLellan
Gene MacLellan (2 février 1938 - 19 janvier 1995) était un auteur-compositeur-interprète canadien de l'Île-du-Prince-Édouard,.
Parmi ses compositions remarquables, il y avait "Snowbird", rendue populaire par Anne Murray, "Put Your Hand in the Hand, "The Call", "Pages of Time" et "Thorn in My Shoe". Elvis Presley, Joan Baez et Bing Crosby furent parmi plusieurs artistes qui enregistrèrent les chansons de MacLellan.
MacLellan est né à Val-d'Or, Québec et grandit à Toronto, Ontario. Il déménageât finalement aux provinces de l'Atlantique, demeurant à Pownal, où il a vécu jusqu'à son décès par suicide.
Il gagne un Prix Juno en 1971 comme meilleur compositeur.
MacLellan fut souvent un invité à Don Messer's Jubilee et plus tard, il fut un régulier sur Singalong Jubilee avec Anne Murray et Bill Langstroth.
MacLellan s'est suicidé en se pendant à Summerside, le 19 janvier 1995. Après sa mort, il fut intronisé dans le Canadian Country Music Hall of Fame, la même année.
Sa fille Catherine MacLellan est une auteure-compositrice-interprète de chansons folk.

## Discographie

### Albums
| Année | Album                                   | CAN |
| ----- | --------------------------------------- | --- |
| 1970  | Gene MacLellan                          | 80  |
| 1970  | Street Corner Preacher                  | —   |
| 1977  | If It's Alright with You                | —   |
| 1979  | Gene & Marty (with Marty Reno)          | —   |
| 1997  | Lonesome River (posthumous compilation) | —   |

### Singles
| Années | Single                  | Positions sur les chartes | Positions sur les chartes | Positions sur les chartes | Album                    |
| Années | Single                  | CAN Country               | CAN AC                    | CAN                       | Album                    |
| ------ | ----------------------- | ------------------------- | ------------------------- | ------------------------- | ------------------------ |
| 1970   | "The Call"              | 15                        | —                         | 91                        | Gene MacLellan           |
| 1970   | "Thorn in My Shoe"      | 20                        | —                         | —                         | Gene MacLellan           |
| 1971   | "Isle of Saint Jean"    | —                         | 8                         | 84                        | Gene MacLellan           |
| 1971   | "Pages of Time"         | 26                        | —                         | —                         | Gene MacLellan           |
| 1972   | "Lonesome River"        | 16                        | —                         | —                         | singles only             |
| 1972   | "I Get Drunk on Monday" | —                         | 10                        | —                         | singles only             |
| 1977   | "Shilo Song"            | 14                        | —                         | —                         | If It's Alright with You |

## Source de la traduction
- (en) Cet article est partiellement ou en totalité issu de l’article de Wikipédia en anglais intitulé « Gene MacLellan » (voir la liste des auteurs).